# 세르비아 디나르

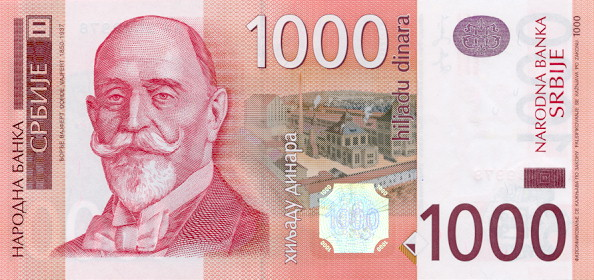

디나르(세르비아어: динар, dinar), 복수형 디나라(динара, dinara)는 세르비아의 통화로 1 디나르는 100 파라(пара, para)에 해당된다.
2003년 7월 2일을 기해 세르비아의 법정 통화가 되었다. 1, 2, 5, 10, 20 디나르 동전과 10, 20, 50, 100, 200, 500, 1,000, 2,000, 5,000 디나르 지폐가 통용된다.

## 같이 보기
- 세르비아의 경제
- 유고슬라비아 디나르